# Tafetán (Michoacán)
Tafetán es una localidad que está situada en el municipio de Tzitzio en el Estado de Michoacán de Ocampo. Tafetán está a 915 metros de altitud.
Posee una población de 1,952 habitantes y dentro de todos los pueblos del municipio, ocupa el número 1 en cuanto a número de habitantes.

## Geografía
Se ubica en el centro del Municipio de Tzitzio a una altitud de 915 Metros sobre el nivel del mar. Se ubica a 28 kilómetros de la cabecera municipal Tzitzio con la cual se comunica por la Carretera Estatal 49.

## Demografía
Tafetán cuenta según datos del XIV Censo General de Población y Vivienda llevado a cabo por el Instituto Nacional de Estadística y Geografía (INEGI) con una población en el 2020 de 1,952 habitantes de los cuales 952 son hombres y 1,000 son mujeres. Por su población es la 289° localidad más poblada de Michoacán.

### Población de Tafetán 1900-2020[5]
| Gráfica de evolución demográfica de Tafetán entre 1900 y 2020                                     |
|                                                                                                   |
| Población de los censos del Instituto Nacional de Estadística y Geografía (INEGI) de 1900 a 2020. |